# Nerkunram
Nerkunram là một thị trấn thống kê (census town) của quận Thiruvallur thuộc bang Tamil Nadu, Ấn Độ.

## Địa lý
Nerkunram có vị trí 13°04′B 80°13′Đ / 13,06°B 80,21°Đ Nó có độ cao trung bình là 18 mét (59 feet).

## Nhân khẩu
Theo điều tra dân số năm 2001 của Ấn Độ, Nerkunram có dân số 39.544 người. Phái nam chiếm 52% tổng số dân và phái nữ chiếm 48%. Nerkunram có tỷ lệ 72% biết đọc biết viết, cao hơn tỷ lệ trung bình toàn quốc là 59,5%: tỷ lệ cho phái nam là 78%, và tỷ lệ cho phái nữ là 65%. Tại Nerkunram, 14% dân số nhỏ hơn 6 tuổi.